# 紐特·金里奇
紐頓·勒羅伊·“紐特”·金里奇（英語：Newton Leroy "Newt" Gingrich，1943年6月17日—）美國共和黨籍政治人物、作家。从1979年起至1999年担任佐治亚州第六国会区的国会众议员，并于1995年至1999年担任众议院议长。
1970年代，时为佐治亚大学历史及地理学教授的金里奇於1978年11月赢得美国众议院佐治亚州第六国会区众议员选举，他也是首个在该选区当选的共和党人，并于1989年至1995年期间担当众议院少数党党鞭。纽特·金里奇是共和党革命性政纲——“美式契约”的起草人之一，凭借此政纲的主导历程，金里奇领导共和党在1994年国会选举大获全胜，结束了民主党长达四十年的多数党地位，被稱為“共和黨革命”。1995年，金里奇獲時代杂志年度風雲人物以肯定其“终结民主党四十年执政地位的影响力”。作为众议院议长的金里奇监督了众议院在1997年通过的福利改革法案和资本利得税削减相关法案。金里奇也被认为在之后的几次联邦政府停摆中发挥了关键作用。1997年4月2日，金里奇率領美國國會訪問團抵台訪問，會見了中華民國總統李登輝、副總統連戰，以時任眾議院議長的身分成為1979年美國與中華民國斷交以來訪台級別最高的美國官員，直至2022年南希·佩洛西再以众议院议长的身分访问台湾。
在1998年拉链门丑闻的背景下，金里奇领导众议院以党派投票的方式弹劾时任总统比尔·克林顿。然而此举未能被选民认同，导致1998年期中选举原应有所斩获的共和党遭受小败，同时金里奇的婚外情亦被揭发而深陷丑闻。随后众议院通过金里奇违反职业道德行为的谴责议案，由于来自同僚的政治压力，金里奇于1998年11月6日辞去众议院议长职务，并于1999年1月3日辞去众议院议员职务。
在离开众议院后，金里奇仍积极参加公共政策辩论，担任政府政治顾问，创立领导了数个政策智库。金里奇在2012年总统选举中试图竞选共和党总统候选人提名，并在竞选的几个阶段被认为是潜在领先者。尽管金里奇在南卡罗来纳州初选中后期取得了令人印象深刻的胜利，但他最终未能赢得足够的初选选票以维持候选资格，因此于2012年5月退出了竞选，并支持最终被提名的米特·罗姆尼。其后，金里奇被視為唐纳德·特朗普的重要政治盟友，位列特朗普在2016年总统选举中的竞选伙伴名单。

## 早期生活
1943年6月17日，金里奇在宾夕法尼亚州哈里斯堡的当地医院出生，起初被名为纽顿·勒罗伊·麦克弗森。他的母亲凯瑟琳·"基特"（née Daugherty；1925-2003）和生父纽顿·塞尔斯·麦克弗森结婚时年仅16岁与19岁，未成熟的婚姻生活致使然而这段年轻夫妇的婚姻并不长久。金里奇据有大不列颠群岛除威尔士地区的祖先血统（及英格兰、苏格兰、爱尔兰）以及日耳曼血统。
1946年，他的母亲嫁给了曾在韩国和越南服役的职业军官—罗伯特·金里奇（1925-1996），而后者顺理成章地成为了他的养父。他们於1956年全家搬到了欧洲，在法国奥尔良和德国斯图加特生活了一段时间。
金里奇有三个同母异父的姐妹，分别为坎迪斯、苏珊·金里奇以及罗伯塔·布朗。金里奇早年生活并成长于哈默斯敦（其出生地哈里斯堡附近）和他养父服役的军事基地附近。那时他一家皆信仰路德宗（其后改信为天主教）。1960年，在他高中三年级的时候，全家搬到了乔治亚州的本宁堡。1961年，金里奇从佐治亚州哥伦布市的贝克高中毕业，在那里他遇到了他的数学老师杰奎琳·梅·巴特利，并在后来与其结婚。他从十几岁开始就对政治感兴趣。当他与家人还住在法国奥尔良时，金里奇曾参观了凡尔登战役的遗址，知晓了在法国人民所做出的牺牲并因此了解了政治领导的重要性。
于1965年毕业于埃默里大學历史系、1971年获得杜蘭大學博士学位，专业是现代欧洲历史。當選眾議員之前，他曾在西喬治亞大學歷史系和地理系擔任副教授。在越南战争期间，金里奇因为是学生和父亲地关系而获得延期服兵役的礼遇。

## 政治生涯

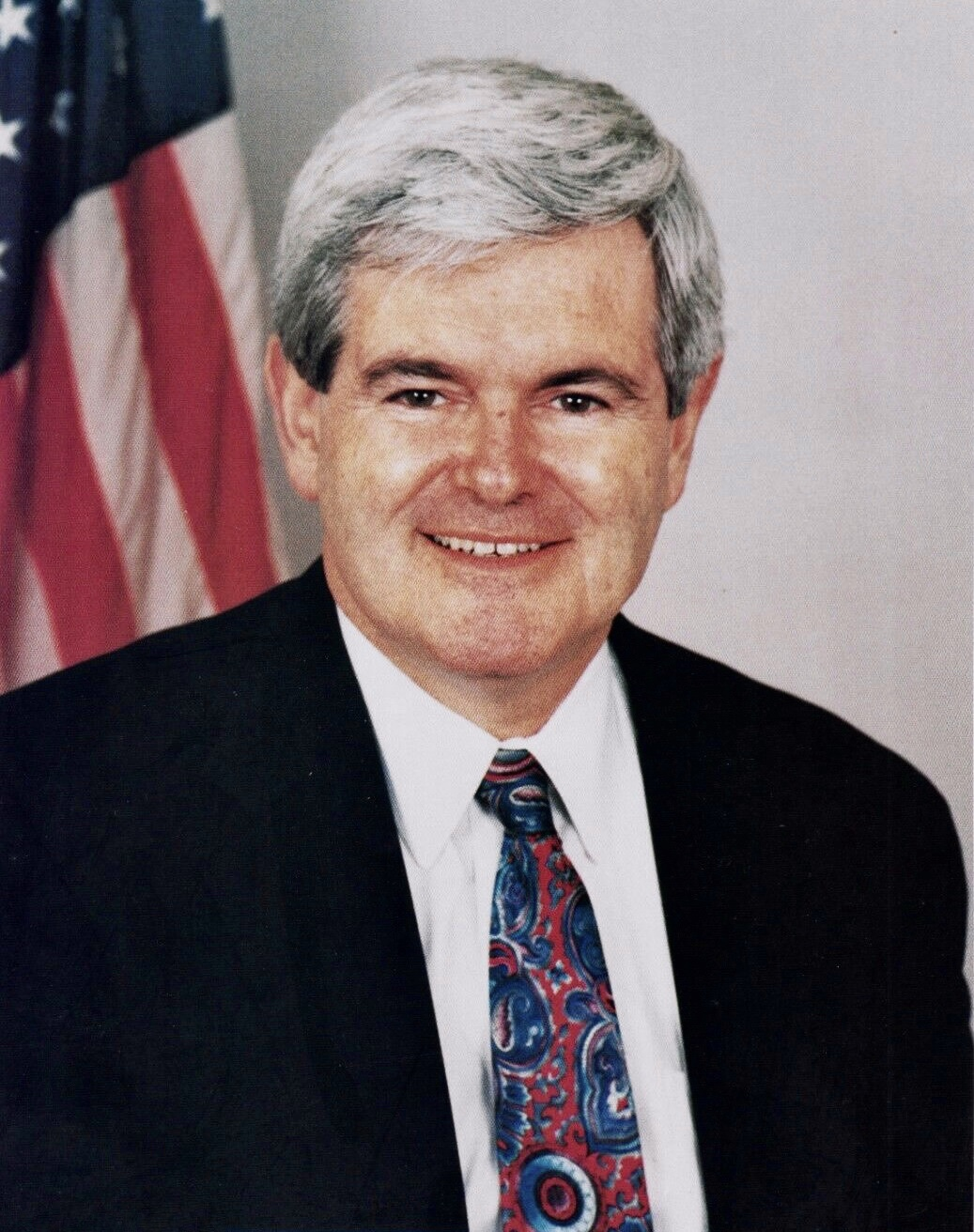
眾議院議長紐特·金里奇

1978年在喬治亞州當選國會眾議員，此後多次連任。1989年，金里奇成為眾議院少數黨黨鞭。
1994年，他率領共和黨在1994年的期中選舉中，取代民主黨成為國會兩院的多數黨，並且終結了民主黨在國會長達40年多數黨的地位，開始共和黨長達12年主導國會的時代。金里奇上任眾議院議長後，在共和黨特別的是與《美國有約（Contract with America）》政治宣言（1994年11月大選前，由367名共和黨國會議員候選者聯名簽署所提出的一項立法議程，該約定列舉10項法案，共和黨人宣誓要在1995年1月起的眾議院會期最初的百日之內，就這些法案進行辯論並付表決，最後他們達成了）。金里奇在共和黨取得國會的控制權後，藉共和黨的多數黨地位迫使克林頓總統調整政策，金里奇任內雖然與克林頓总统保持合作關係，並使國會通過平衡預算，但金里奇同時與克林頓总统競逐政治主導權。在1995年美國政府停擺和1998年克林頓彈劾案中，金里奇的影響力均至為關鍵，使克林頓成為第二位被彈劾的美國總統。
1997年1月21日，美国众议院以投票決議严重谴责众议院议长金里奇，原因是他倡议成立一个团体不当使用免税捐款，触犯了美国税法。众议院还对金里奇处以30万美元罚款，使他成为有史以来第一位受到严厉谴责的众议院议长。
金里奇担任众议院议长时，共和党曾由於总统克林顿与莫妮卡·莱温斯基的性丑闻發起弹劾。当时金里奇是领军人物，但金里奇私底下却几乎與克林顿一样，有自己的婚外情。事发后，金里奇被美國媒体称为“虚伪丑陋的政治家”。1998年的期中選舉，共和黨在眾議院的席位減少了5席，金瑞契也因此辭去了眾議院議長的職務，並辭去眾議員一職。
2007年，外界曾一度認為他將參與共和黨內的總統初選，但最後他本人表示不會參加。後來金里奇投入2012年美国总统选举共和黨黨內初選，是頗受看好的競选人之一；但在5月2日宣布退出初选。
作為《與美國的合約》一書的合著者，紐特·金里奇是共和黨於1994年眾議院「勝利的前線」的一員。

## 個人生活
金里奇有三次婚姻。
1962年，他在19歲時和自己的高中數學老師、26歲的Jacqueline May "Jackie" Battley結婚，育有兩女。
1981年，他和Jackie離婚，和第二任妻子Marianne Ginther結婚。
2000年，他和Marianne離婚，和現任妻子Callista Bisek結婚。
宗教上，金里奇先後參加過信義宗和美南浸信會，2009年跟隨現任妻子Callista改信天主教並受洗。金里奇稱他這麼做是因為2008年教宗本篤十六世訪美受到感動；由於天主教會宣布他先前的兩段婚姻無效，因此他可以領聖餐。2017年12月23日，Callista擔任美國駐教廷大使。

## 外部連結
- 官方網站 美國國會圖書館的存檔，存档日期2010-11-14

| 榮銜                 | 榮銜                    | 榮銜          |
| -------------------- | ----------------------- | ------------- |
| 前任： 若望·保禄二世 | 時代年度風雲人物 1995年 | 繼任： 何大一 |